# Dunjaluk
Dunjaluk ili dunajluk (arapski:دني) je pojam koji se koristi u islamskom vjerskom (ili filozofskom) smislu, i označava "ovaj svijet". Suprotna riječ je "ahiret" koja označava "onaj ili budući svijet".
Obje riječi su apstraktne zbog toga što vuku granicu koja dijeli svijet u dva područja. Ta granica se prelazi smrću, tj. smrt označava prelaz iz dunjaluka u ahiret. Metafizika i mnoge vjere opisuju dunjaluk kao "konačan, privremen ili tjelesan", dok ahiret se opisuje kao "vječan, krajnji ili uman". Ta podjela svijeta se poriče od strane humanista ili ateista po čijim mišljenjima se svijet samo sastoji od sadašnjice, tj. dunjaluka.
Mnoge, ali ipak ne sve, vjere uče dualnost svijeta, tj. podjelu u dunjaluk i ahiret. Isto tako mnogi filozofski smjerovi govore, u nekom smislu, o dualnosti svjetskog sistema.